# Царенко Олександр Михайлович
Олекса́ндр Миха́йлович Царе́нко (нар. 31 січня 1950, село Кочерги, Сумська область) — український політик. Колишній народний депутат України. Член Політради СДПУ(О) (з березня 2003), член Політбюро (з липня 2004), секретар Сумського обкому СДПУ(О) (з квітня 2004).

## Освіта
Українська сільськогосподарська академія (1967-1972), інженер-механік, «Механізація сільського господарства». Кандидатська дисертація «Розробка економічного інструментарію стимулювання виробництва екологічно чистої продукції (на прикладі Сумської області)» (1997). Докторська дисертація «Економічні основи екологізації розвитку агропромислового виробництва» (Інститут аграрної економіки УААН, 1999). Доктор економічних наук.

## Кар'єра
- З жовтня 1972 — головний інженер колгоспу імені Куйбишева.
- З квітня 1977 — заступник голови колгоспу «Зоря».
- З травня 1979 — головний інженер колгоспу імені Карла Маркса.
- З січня 1986 — голова колгоспу «Мир», Путивльський район.
- З січня 1990 — заступник Міністра автомобільного і сільськогосподарського машинобудування СРСР.
- З вересня 1991 — заступник начальника Фінансово-господарського управління Секретаріату Верховної Ради СРСР.
- З грудня 1991 — генеральний директор держпідприємства «Парламент-сервіс» Верховної Ради СРСР.
- З червня 1992 — заступник глави, вересень 1992 — липень 1994 — заступник глави — начальник управління сільського господарства і продовольства Сумської облдержадміністрації.
- З липня 1994 — заступник голови Сумської облради народних депутатів  .
- З жовтня 1995 — заступник голови Сумської облдержадміністрації[2].
- Березень 1996 — жовтень 1997 — заступник голови, начальник управління сільського господарства і продовольства Сумської облдержадміністрації [3].
- Липень 1994 — квітень 1998 — заступник голови Сумської облради[4].
- Жовтень 1997 — лютий 2005 — ректор, завідувач кафедри економіки природокористування в АПК Сумського національного аграрного університету [5].
- Березень 2007 — січень 2008 — заступник Міністра економіки України [6].[7]

В.о. Сумського міського голови (лютий 2003). Депутат Сумської обласної ради ІІ (1994—1998) і ІІІ (1998—2002) скликання.
Був членом Агарної партії України (з 1997), головою Сумської обласної організації.
Довірена особа кандидата на пост Президента України Віктора Януковича в ТВО № 161 (2004 — 2005).  
Автор (співавтор) близько 130 наукових праць, зокрема близько 40 монографій і навчальних посібників: «Экономические и эколого-технологические проблемы снезараживания, утилизации отходов в птицеводстве Украины» (1998), «Экономические проблемы производства экологически чистой агропромышленной продукции. Теория и практика» (1998), «Економічний аналіз діяльності підприємств агропромислового комплексу» (1998), «Еколого-економічні проблеми розвитку агропромислового виробництва» (1998), «Підвищення ефективності вирощування м'ясних та яйценосних курей у фермерських і присадибних птахівничих господарствах України» (1999, співавтор), «Підвищення ефективності вирощування індичок, цесарок, фазанів, перепелів та м'ясних голубів у фермерських і присадибних птахівничих господарствах України» (1999, співавтор), «Підвищення ефективності вирощування гусей та качок у фермерських і присадибних птахівничих господарствах України» (1999, співавтор), «Шляхи прискорення науково-технічного прогресу у птахівництві»" (1999, співавтор), «Навколишнє середовище та економіка природокористування» (1999, співавтор), «Финансовое положение предприятия. Оценка, анализ, планирование» (1999, співавтор), «Піднесення виробництва на екологічно безпечній основі» (2000, співавтор), «Основы экологического материаловедения» (2000, співавтор), «Економіка і організація приватних господарств» (2001), «Використання м'якоіонізаційної мас-спектрометрії в аналітичній біохімії сільськогосподарського спрямування» (2001, співавтор), «Економічні основи використання ресурсозберігаючих, екологічно чистих і безвідходних технологій у тваринництві і птахівництві» (2002, співавтор) та інші.

## Парламентська діяльність
Народний депутат України 4-го скликання з 14 травня 2002 до 25 травня 2006 від виборчого округу № 159 Сумської області, висунутий Виборчім блоком політичних партій «За єдину Україну!» . «За» 36.08%, 11 суперників. На час виборів: ректор Сумського національного аграрного університету, член Аграрної партії України. Член фракції «Єдина Україна» (травень — червень 2002), член фракції СДПУ(О) (з червня 2002). Член Комітету з питань науки і освіти (з червня 2002). Березень 2006 — кандидат в народні депутати України від «Опозиційного блоку «Не Так!», № 39 в списку. На час виборів: народний депутат України, член СДПУ (о).

## Сім'я
Батько Михайло Васильович (1907 — 1998). Мати Серафима Опанасівна (1909) — пенсіонерка. Дружина Валентина Григорівна (1950) — економіст Сумського управління НБУ. Син Ігор (1971), дочка Наталія (1977).

## Нагороди
Орден «Знак Пошани» (січень 1991). Орден «За заслуги» III ступеня (вересень 2000). Почесний землевпорядник України.